# Pârâul Sulițelor
Pârâul Sulițelor este un curs de apă, afluent de dreapta al râului Călinești, care este, la rândul său, afluentul râului Olt.

## Afluenți
Pârâul Sulițelor nu are afluenți suficient de mari pentru a fi importanți hidrologic.